# Сан-Педро-де-Секе
Сан-Педро-де-Секе (ісп. San Pedro de Ceque) — муніципалітет в Іспанії, у складі автономної спільноти Кастилія-і-Леон, у провінції Самора. Населення — 589 осіб (2010).
Муніципалітет розташований на відстані близько 270 км на північний захід від Мадрида, 65 км на північний захід від Самори.

## Демографія
Динаміка населення (INE ):